# Rīgas satiksme
ТОВ Rīgas satiksme (з латис. «Транспорт Риги») — ризьке муніципальне автотранспортне підприємство, яке забезпечує міські перевезення громадським транспортом у Ризі та прилеглих до неї районах. Пасажирські перевезення здійснюються за низкою таких маршрутів: автобусні (55 маршрутів, 476 автобусів), тролейбусні (19 маршрутів, 354 тролейбуси) і трамвайні (10 маршрутів, 267 трамвайних вагонів) (станом на 2014 рік). Підприємство також обслуговує автомобільні парковки Риги; станом на 2014 рік воно обслуговувало 4860 парковок.

## Історія
У 1992 році було реорганізоване державне підприємство «Ризький автобусний парк» (латис. Rīgas autobusu parks), у результаті чого пасажирські перевезення у Ризі здійснювали два муніципальні підприємства — автобусні парки «Іманта» (Imanta) і «Талава» (Tālava), які обслуговували лівий та правий береги Даугави відповідно. Технічний стан автобусів обох підприємств був незадовільний. Основу тогочасного рухомого складу обох підприємств становили б/в автобуси, отримані зі Швеції, Данії, Німеччини та Нідерландів. Враховуючи незадовільний технічний стан автобусів, у 1993 році підприємства зацікавилися можливістю отримання кредиту від Світового банку з метою придбання нових автобусів та реконструкції центру технічного обслуговування. У 1997 році було укладено кредитний договір зі Світовим банком, і вже в листопаді було закуплено перші 52 автобуси марки Mercedes-Benz. У 2001 році міське самоврядування почало програму оновлення автобусних парків, плануючи придбати ще 355 автобусів.
20 лютого 2003 року згідно з постановою Ризької думи завдяки об'єднанню автобусних парків «Іманта» і «Талава» було утворено підприємство «Rīgas satiksme». Об'єднання було позитивно оціненим, оскільки через створення об'єднаного підприємства «Rīgas satiksme» було досягнуто значних прибутків і врегульовано виплати за придбані автобуси. Спочатку підприємство забезпечувало лише автобусне сполучення у Ризі та прилеглих до неї районах. 1 січня 2005 року підприємство «Rīgas Satiksme» об'єдналося з ТОВ «Tramvaju un Trolejbusu Pārvalde» (з латис. «Управління трамваїв і тролейбусів», електротранспортне підприємство), ТОВ «Rīgas Autostāvvietas» («Ризькі автостоянки») та ТОВ «Rīgas Domes autobāze» («Автобаза Ризької думи»), в результаті чого вже об'єднане «Rīgas Satiksme» стало найбільшим підприємством міського самоврядування та найбільшим транспортним підприємством Риги.
З 1 травня 2009 року у громадському транспорті Риги діють системи електронної оплати. Платіжна картка громадського транспорту Риги називається Е-талоном.
З 1 січня 2012 року підприємство «Rīgas satiksme» забезпечує мікроавтобусні пасажирські перевезення. Наприкінці 2013 року було засновано повне товариство «Rīgas mikroautobusu satiksme» («Ризьке мікроавтобусне сполучення»).
В червні 2016 року змінилися назви близько 40 зупинок автобусних, тролейбусних і трамвайних маршрутів.
Наразі ТОВ «Rīgas satiksme» є членом Латвійської асоціації автоперевізників пасажирів, Латвійської асоціації якості та Латвійської асоціації автоінженерів.

## Пасажиропотік
Кількість пасажирів, перевезених громадським транспортом Риги:
- 2000: 250 300 000
- 2001: 247 500 000
- 2002: 255 900 000
- 2003: 244 400 000
- 2004: 260 700 000
- 2005: 274 300 000
- 2006: 278 400 000
- 2007: немає даних
- 2008: немає даних
- 2009: немає даних
- 2010: 133 399 525
- 2011: 140 447 176
- 2012: 141 371 668
- 2013: 150 104 863
- 2014: 150 526 484
- 2015: 146 805 648
- 2016: 143 396 276
- 2017: 142 656 899

### Статистика пасажирських перевезень за 2016 рік
Узагальнені статистичні дані за 2016 рік свідчать, що загалом ризьким громадським транспортом було перевезено 143 396 276 пасажирів. Перевезення у столиці Латвії транспортне підприємство «Rīgas Satiksme» здійснювало за 55 автобусними, 19 тролейбусними і 9 трамвайними маршрутами, найпопулярнішими з яких були 3-й автобусний, 15-й тролейбусний і 6-й трамвайний маршрути. Середня швидкість засобів громадського транспорту становила 17,33 км/год.
Автобус
- Автобусами разом: 67 612 921 пасажир
  - Найбільше пасажирів перевезено 3-м автобусним маршрутом[lv] — 8 818 613
  - Найменше пасажирів перевезено: 34-м автобусним маршрутом[lv] — 65 266

Тролейбус
- Тролейбусами разом: 43 442 568 пасажирів
  - Найбільше пасажирів перевезено 15-м тролейбусним маршрутом[lv] — 7 704 116
  - Найменше пасажирів перевезено 20-м тролейбусним маршрутом[lv] — 50 091

Трамвай
- Трамваями разом: 32 340 787 пасажирів
  - Найбільше пасажирів перевезено 6-м трамвайним маршрутом[lv] — 9 250 284
  - Найменше пасажирів перевезено 9-м трамвайним маршрутом[lv] — 269 688

Нічний транспорт
- Нічними автобусами разом: 103 258 пасажирів
  - Найбільше пасажирів перевезено маршрутом N1 — 14 269
  - Найменше пасажирів перевезено маршрутом N10 — 9619

### Статистика пасажирських перевезень за 2012 рік
Узагальнені статистичні дані за 2012 рік свідчать, що загалом ризьким громадським транспортом було перевезено 141 371 688 пасажирів. Перевезення у столиці Латвії транспортне підприємство «Rīgas Satiksme» здійснювало за 53 автобусними, 20 тролейбусними і 9 трамвайними маршрутами, найпопулярнішими з яких були 3-й автобусний, 15-й тролейбусний і 7-й трамвайний маршрути. Середня швидкість автобусів становила 20,95 км/год, тролейбусів — 15,72 км/год, трамваїв — 15,99 км/год.
Автобус
- Автобусами разом: 64 448 948 пасажирів
  - Найбільше пасажирів перевезено 3-м автобусним маршрутом[lv] — 8 559 345
  - Найменше пасажирів  перевезено: 34-м автобусним маршрутом[lv] — 23 025

Тролейбус
- Тролейбусами разом: 44 399 949 пасажирів
  - Найбільше пасажирів перевезено 15-м тролейбусним маршрутом[lv] — 7 391 196
  - Найменше пасажирів перевезено 20-м тролейбусним маршрутом[lv]  45 401

Трамвай
- Трамваями разом: 31 357 802 пасажири
  - Найбільше пасажирів перевезено 7-м трамвайним маршрутом[lv] — 6 568 512
  - Найменше пасажирів перевезено 9-м трамвайним маршрутом[lv] — 276 476

### Статистика пасажирських перевезень за 2011 рік
У 2011 році транспортне підприємство «Rīgas satiksme» загалом здійснило перевезення 140 447 176 пасажирів, що було на 5% більше, ніж у 2010 році. Автобусами було перевезено 62 174 292 пасажири, тролейбусами — 46 221 833, трамваями — 32 051 051 пасажир.

## Автобус
Після утворення підприємства його рухомий склад був поступово оновлений; старі автобуси фірми «Ikarus» були замінені новими моделями мідібусів тієї ж фірми, новими автобусами фірми «Solaris» або автобусами Mercedes-Benz Citaro і Mercedes-Benz O345. У більшості автобусів до 1 квітня 2009 року працювали кондуктори, хоча у випадку  відсутності кондукторів на певних маршрутах їх обов'язки виконували водії автобусів. З 1 квітня 2009 року в автобусах також було введено систему Е-талона.
Станом на 1 січня 2015 року в Ризі діють 53 автобусні маршрути. Курсують автобуси Solaris Urbino (12/15/18), Mercedes-Benz Citaro (C/L/G) Conecto (O345/O345G) та мідібуси Ikarus E91.

### Автобусні парки
- 6-й автобусний парк (колишній «Іманта») — вул. Клейсту, 28 (мікрорайон Іманта)
- 7-й автобусний парк (колишній «Талава») — вул. Вестиенас, 35 (мікрорайон Дарзціемс[lv])
- SIA «RMS» — вул. Віскалю, 13 (мікрорайон Чіекуркалнс)

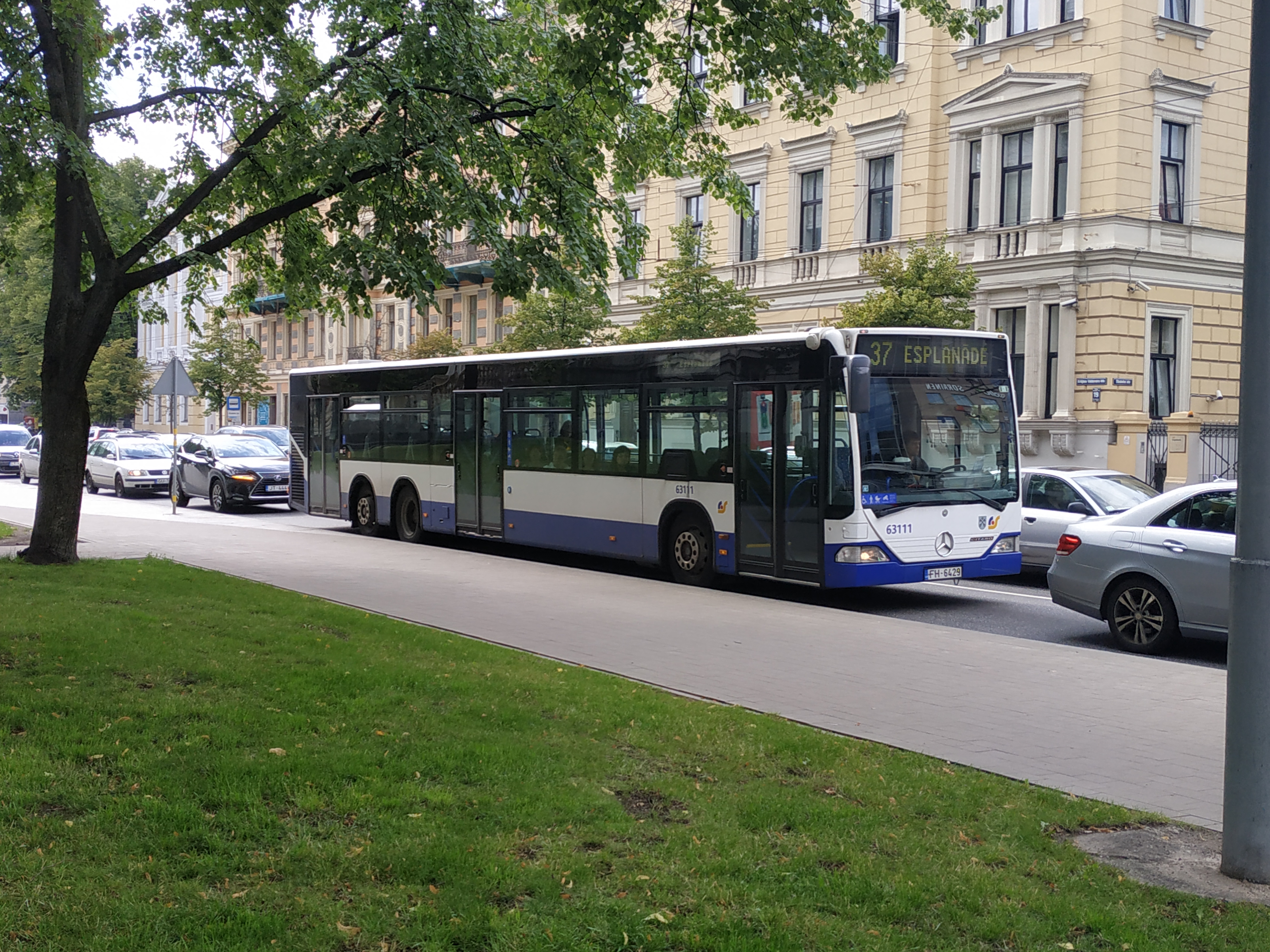
Mercedes-Benz O530L Citaro
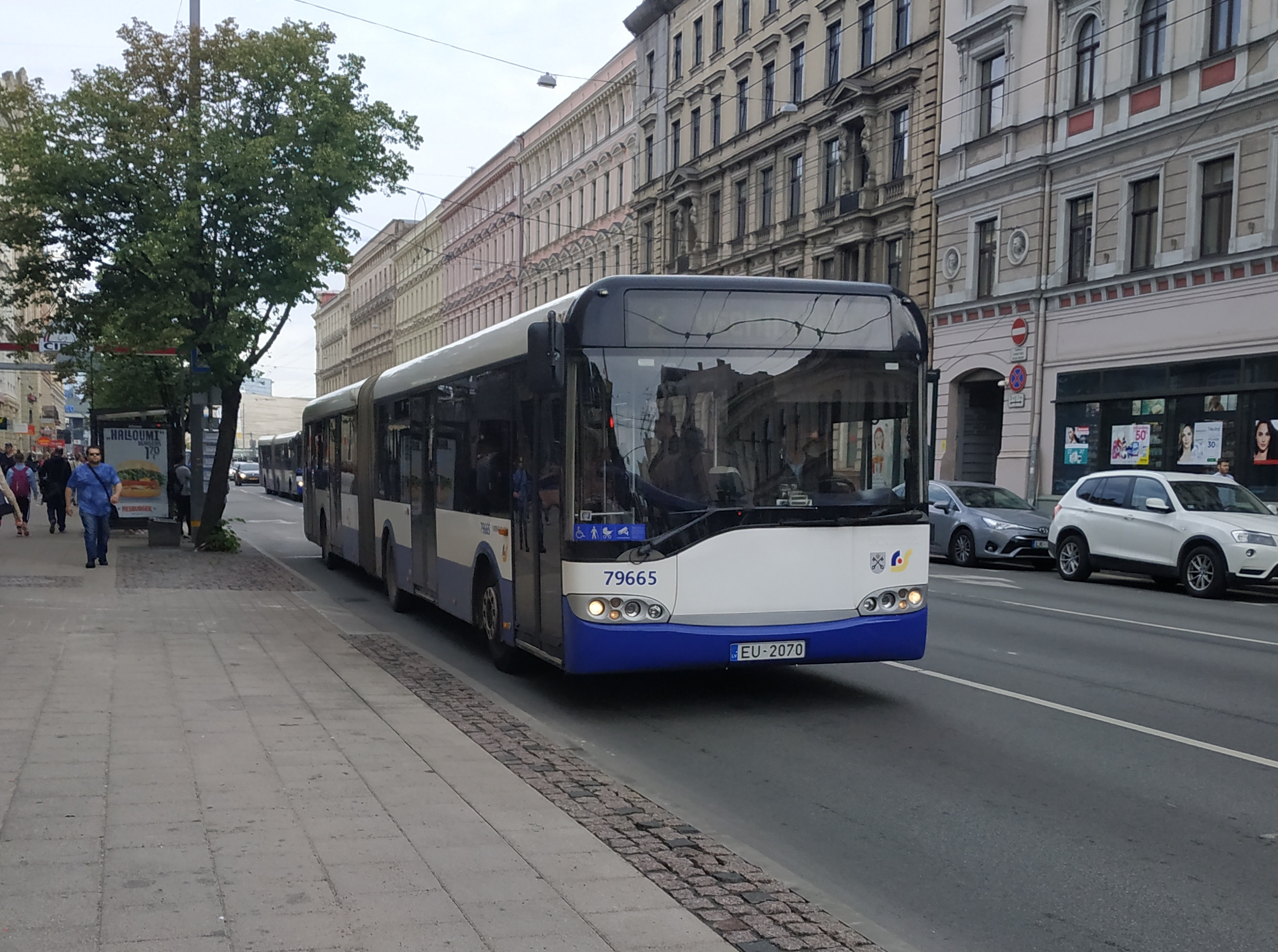
Solaris Urbino I 18
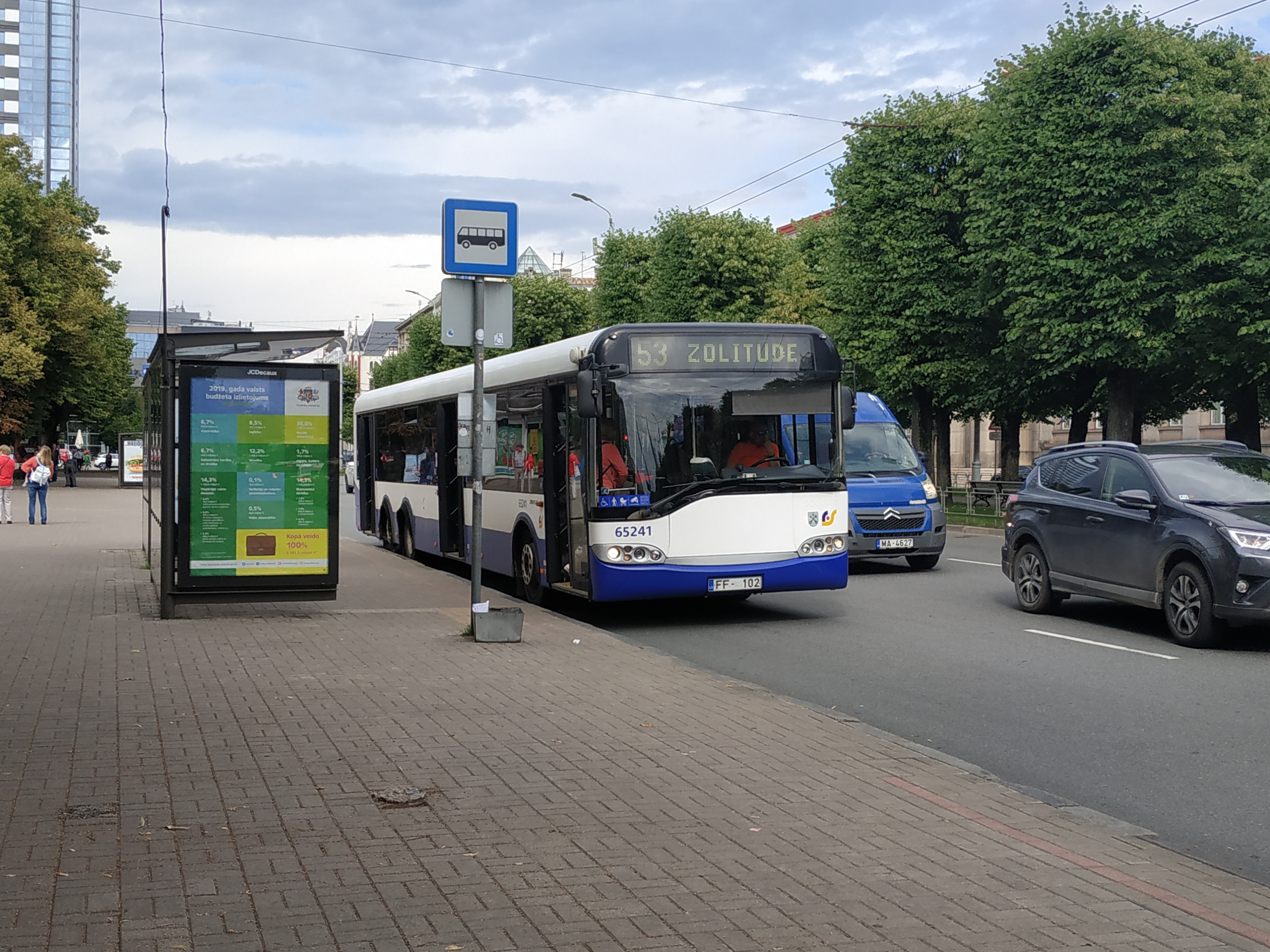
Solaris Urbino II 15
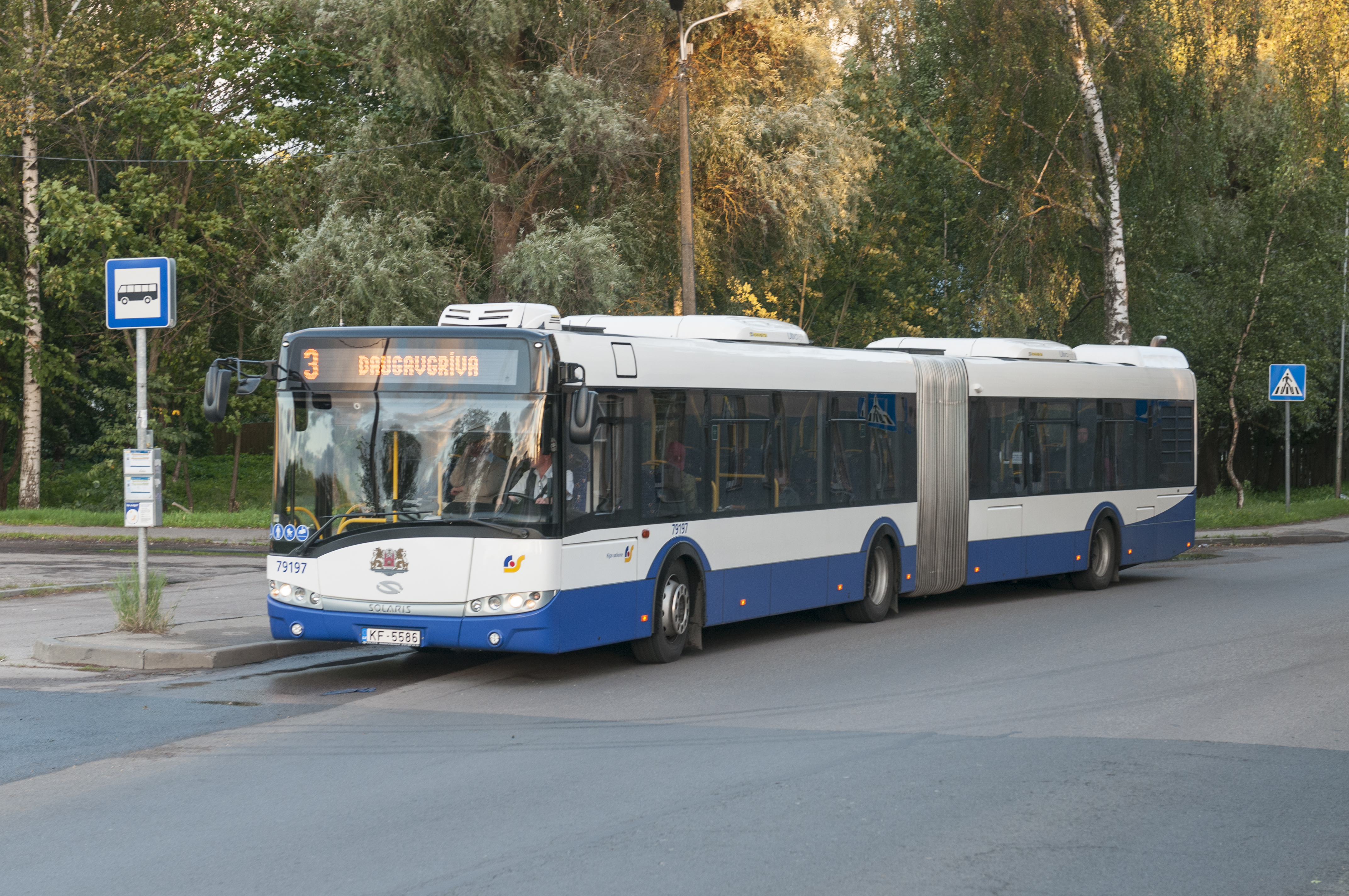
Solaris Urbino III 18
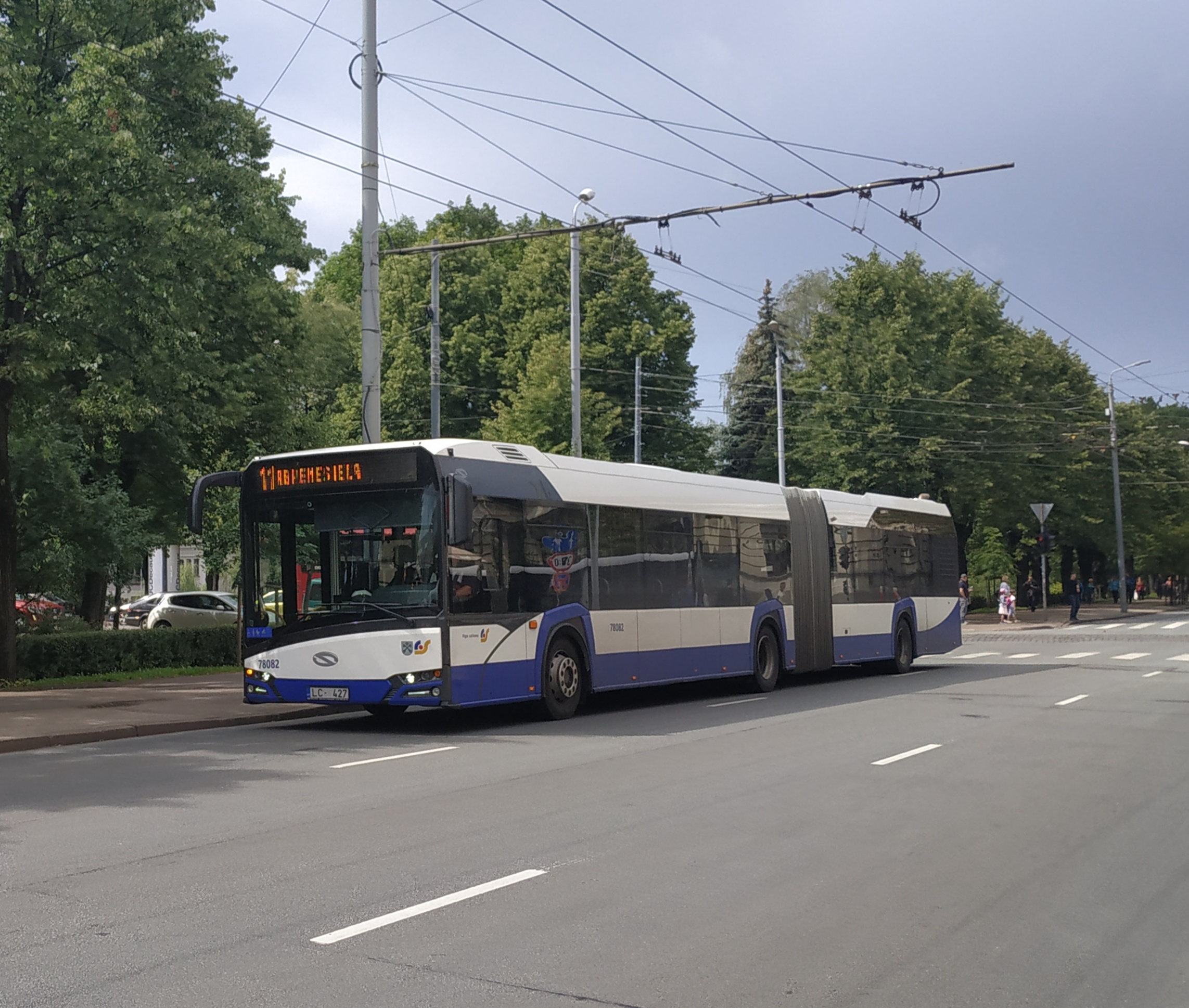
Solaris Urbino IV 18

## Тролейбус
Перші тролейбуси в Ризі з'явилися у 1947 році за рахунок частини бюджету, спочатку виділеного на нові трамваї; більш швидкі тролейбуси мали поступово витіснити повільніші трамваї із центру міста. Перевезення спочатку здійснювалися тролейбусами, виробленими у Радянському Союзі, хоча пізніше вони були замінені на тролейбуси фірми Škoda, завезеними із Чехословаччини. Кондуктори у тролейбусах працювали ще п'ять років після того, як зникли з автобусів, де з 1975 року їх замінили електронні апарати з видачі квитків. Кондуктори знову з'явилися в тролейбусах у 1997 році.
Тролейбуси у складі підприємства «Rīgas Satiksme» почали діяти на початку 2005 року, коли воно об'єдналося з ТОВ «Трамвайне і тролейбусне управління» (латис. SIA Tramvaju un Trolejbusu pārvalde). Спершу до рухомого складу належали як старі, так і нові моделі тролейбусів Škoda, один тролейбус МАЗ,11 тролейбусів АКСМ-333 з Білорусі, один тролейбус АКСМ-321 та нові тролейбуси Solaris Trollino 18. У тролейбусах, так само, як і в трамваях, працювали кондуктори, але з 1 березня 2008 року були введені компостери. З 1 квітня 2009 року замість них було введену систему Е-талон.
Наразі завершено закупівлю 150 нових тролейбусів Škoda 24Tr Irisbus, 60 з яких не оснащені дизельними генераторами. Тролейбуси 9-го і 27-го тролейбусних маршрутів, що курсують у центрі Риги, оснащені вбудованими дизельними генераторами. Також були закуплені нові тролейбуси Škoda 27Tr Solaris.
Станом на 2018 рік у Ризі діють 17 тролейбусних маршрутів.

### Тролейбусні парки
- 1-й тролейбусний парк — вул. Ґанібу дамбіс[lv], 32 (мікрорайон Саркандауґава[lv])
- 2-й тролейбусний парк — вул. Єлґавас, 37 (мікрорайон Торнякалнс[lv])

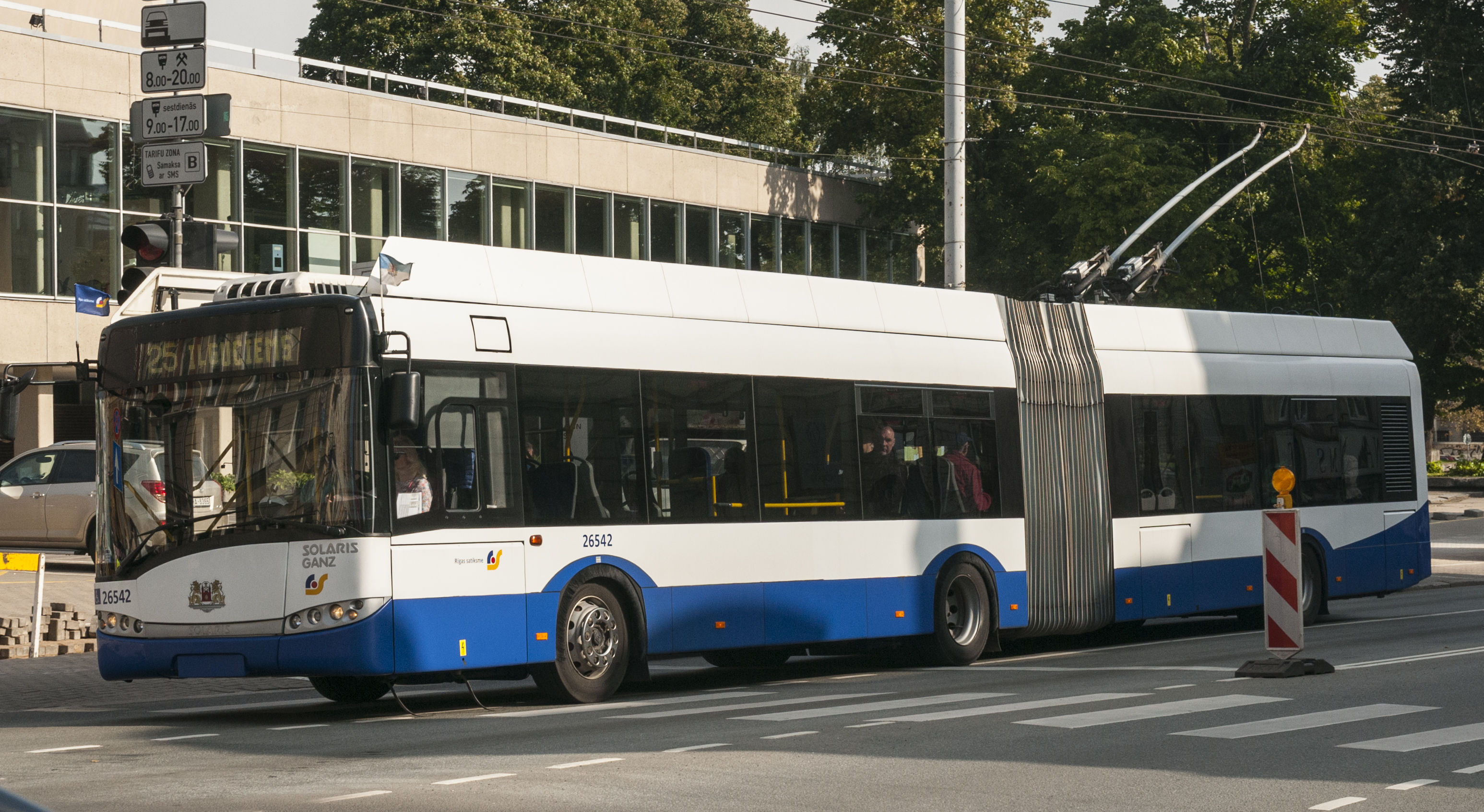
Тролейбус фірми Solaris Trollino 18 III на вулицях Риги
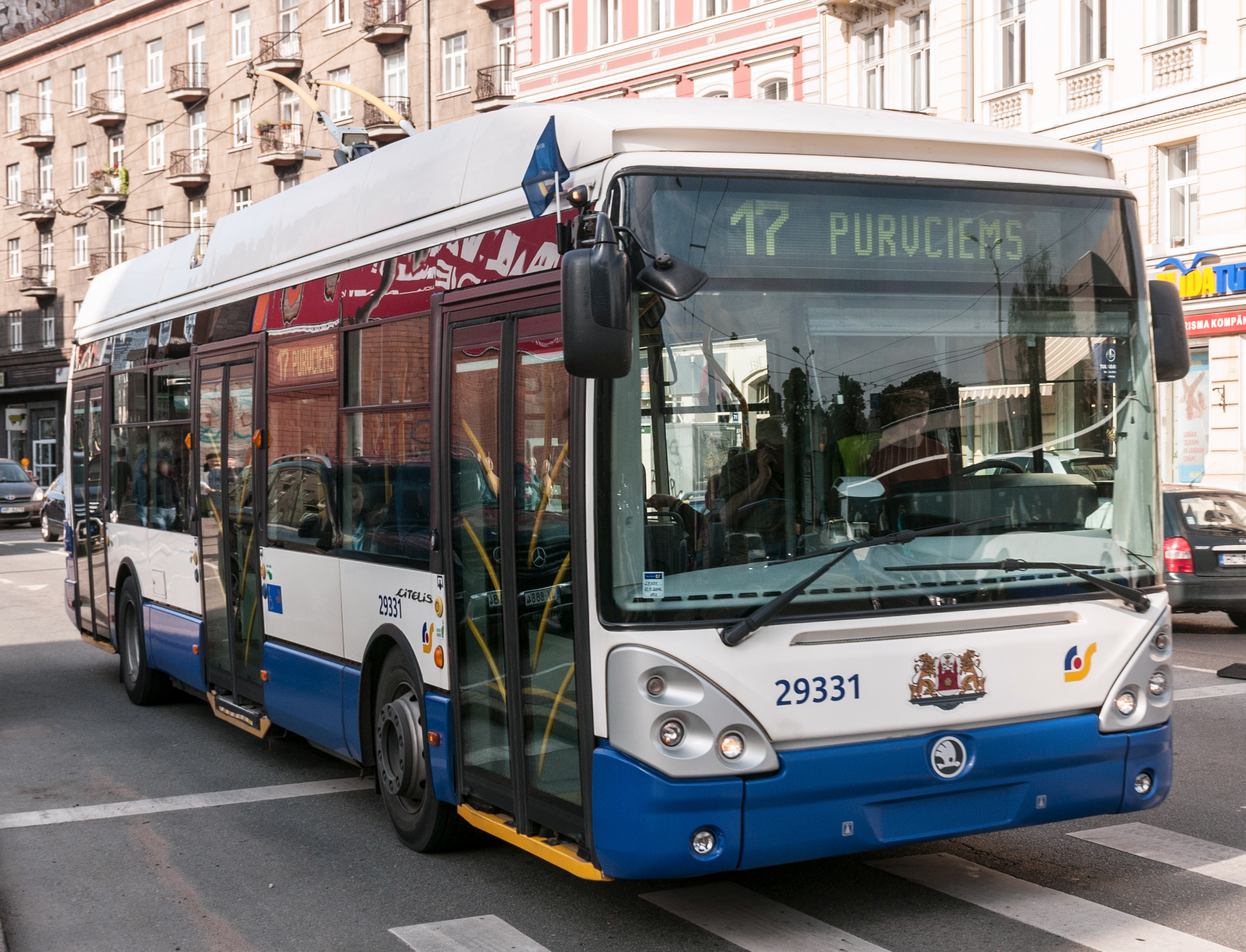
Škoda 24Tr Irisbus
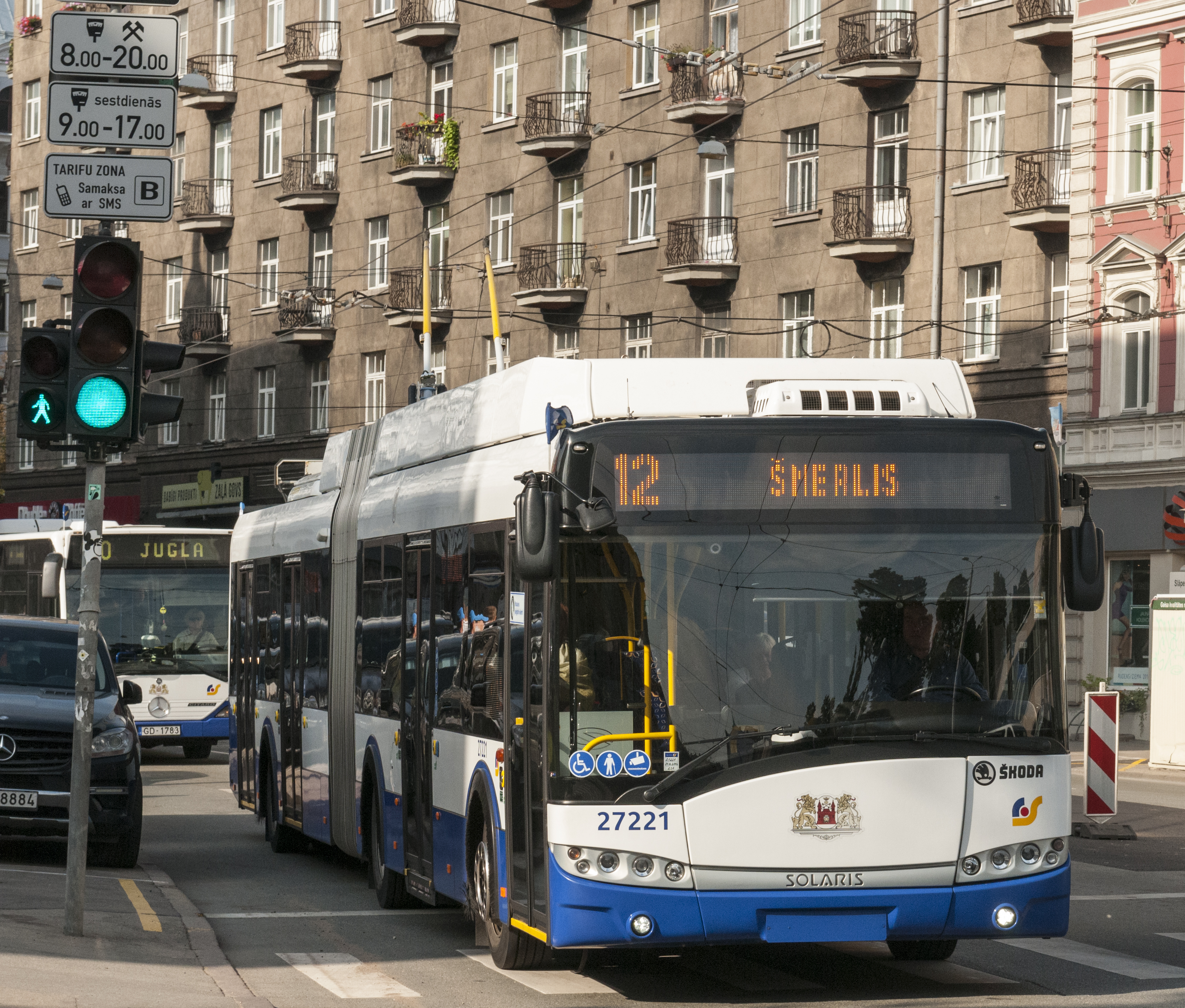
Škoda 27Tr Solaris

## Трамвай

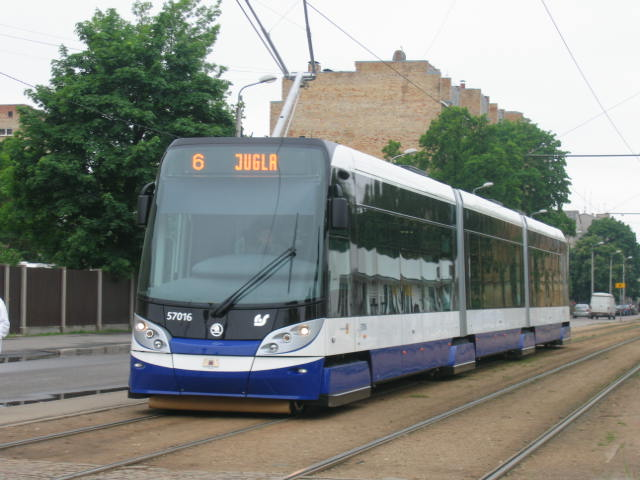
Трамвай Škoda 15T на вулицях Риги

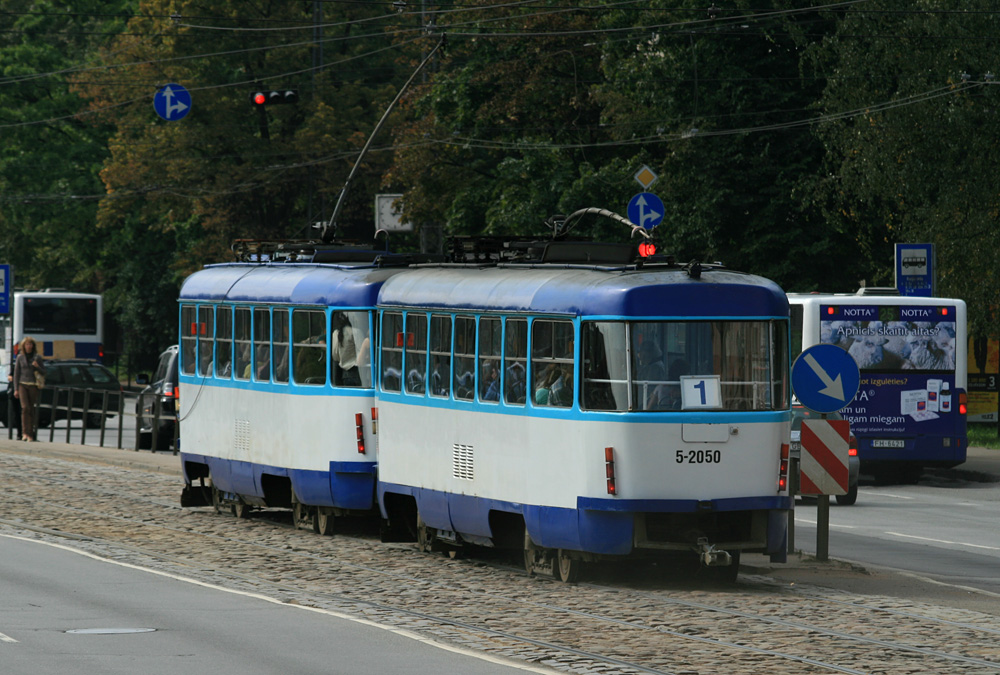
Трамвай Tatra T3A на вулицях Риги

Так само, як і тролейбуси, трамваї увійшли до складу підприємства на початку 2005 року, коли воно об'єдналося з ТОВ «Трамвайне і тролейбусне управління». Для перевезень використовувалися вироблені у Чехії трамваї Tatra T3 (ризька модифікація Tatra T3A) та невелика кількість трамваїв Tatra T6B5, відомих у Ризі після реновації як Tatra T3MR).
«Rīgas Satiksme» у 2010 році планувало замінити старі трамваї 20-ма новими трамваями Škoda 15T ризької модифікації. Вони відрізнялися від звичайних трамваїв цієї моделі передньою частиною, кольором і відстанню між колесами. Перші 20 трамваїв курсували по 6-му трамвайному маршруту. 29 березня 2010 року було прийнято перший новий трамвай, але з 1 червня 2010 року 6-м маршрутом почав курсувати перший низькопідлоговий трамвай Škoda 15T. Наступні 19 трамваїв були отримані до кінця 2011 року. У 2012 році Рига отримала ще 6 низкопідлогових трамваїв з 4 секціями. З 7 лютого 2013 року такі трамваї також курсують по 11-му трамвайному маршруту. Проте у квітні 2017 року місто отримало ще один низькопідлоговий трамвай для Імантського напрямку. З 5 червня 2017 року низькопідлогові трамваї також їздять по відновленому 1-му трамвайному маршруту (об'єднані 4-й і 6-й маршрути), інші 19 трамваїв планувалося отримати до кінця 2017 року.
Спочатку у трамваях також працювали кондуктори, яких з 1 березня 2007 року замінили компостери. 1 квітня 2009 року замість компостерів було введено систему Е-талон. У нових трамваях також є автомати з продажу квитків.
Наразі у Ризі діють 8 трамвайних маршрутів.

#### Трамвайні депо
- 3-є трамвайне депо — вул. Фрідрікя, 2 (мікрорайон Московський форштадт)

- 4-е трамвайне депо — вул. Тіпографіяс, 1 (мікрорайон Торнякалнс[lv]) (немає випуску на лінії, використовується для зберігання резервних трамваїв)

- 5-е трамвайне депо — вул. Брівібас, 191 (біля Повітряного мосту[lv])

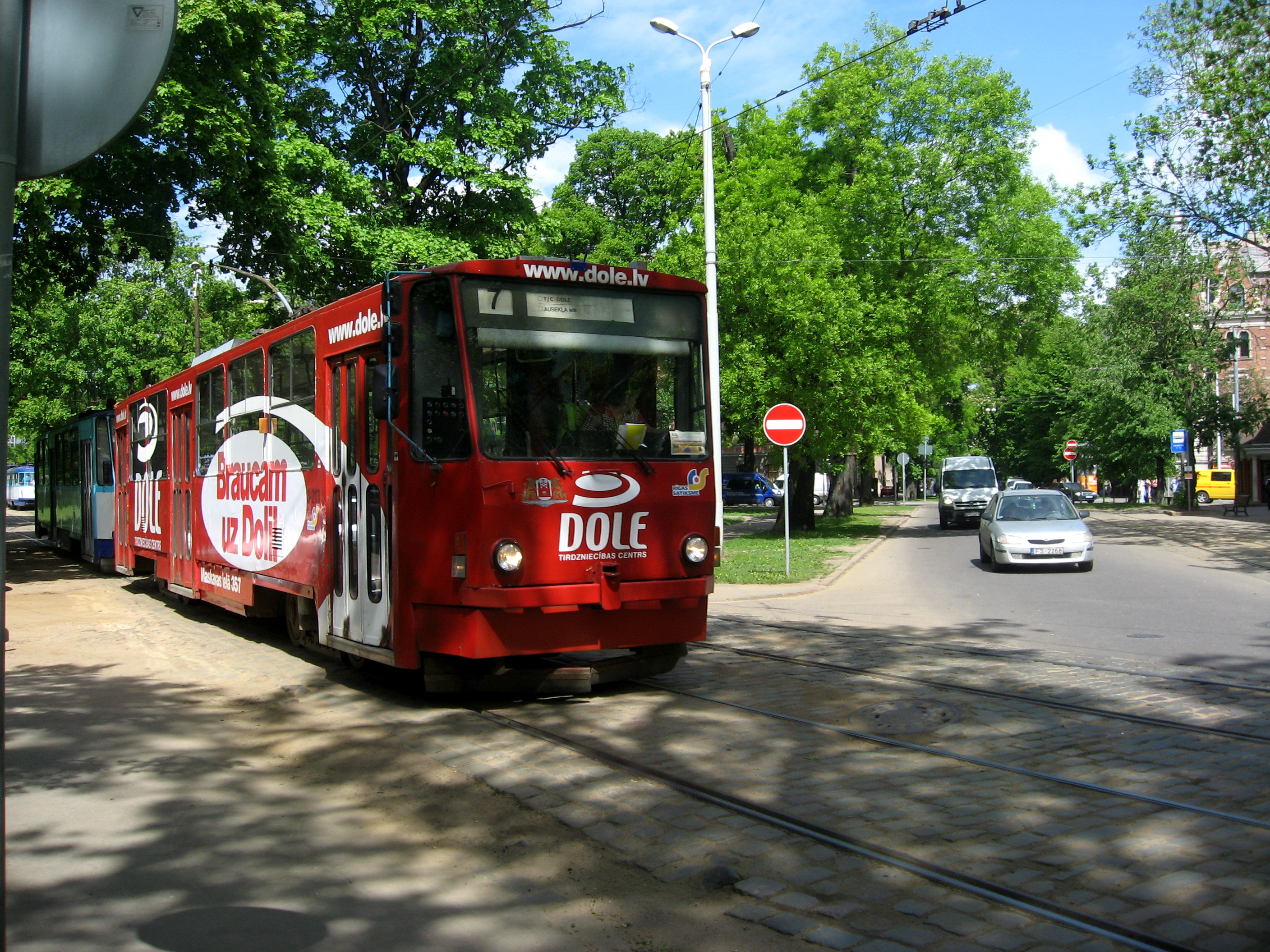
Tatra T6B5 (T6B5SU)
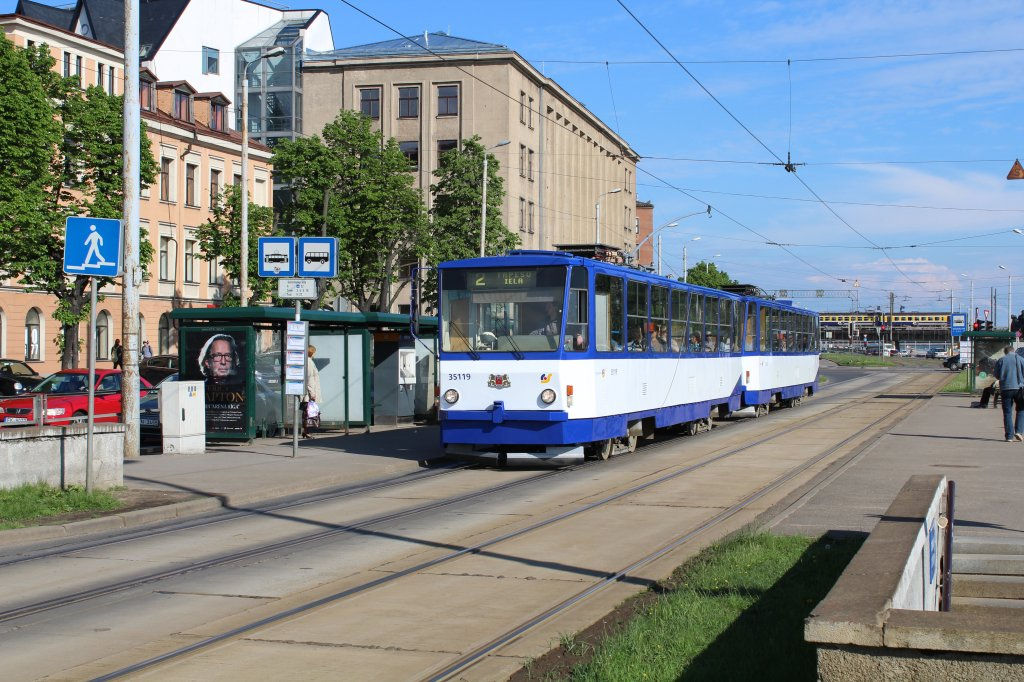
Tatra T3MR (T6B5R)
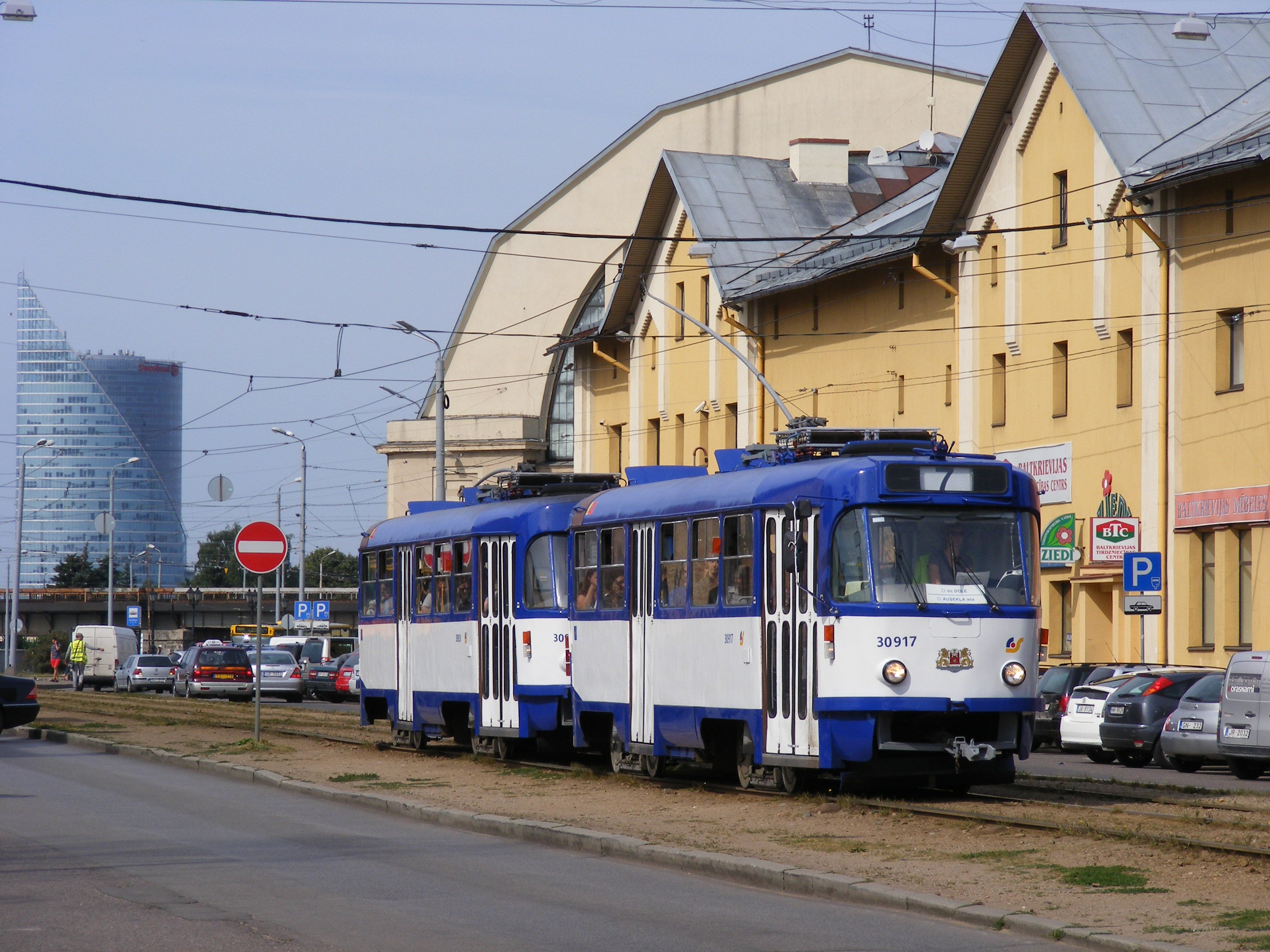
Tatra T3 (T3SU) (Tatra T3A)
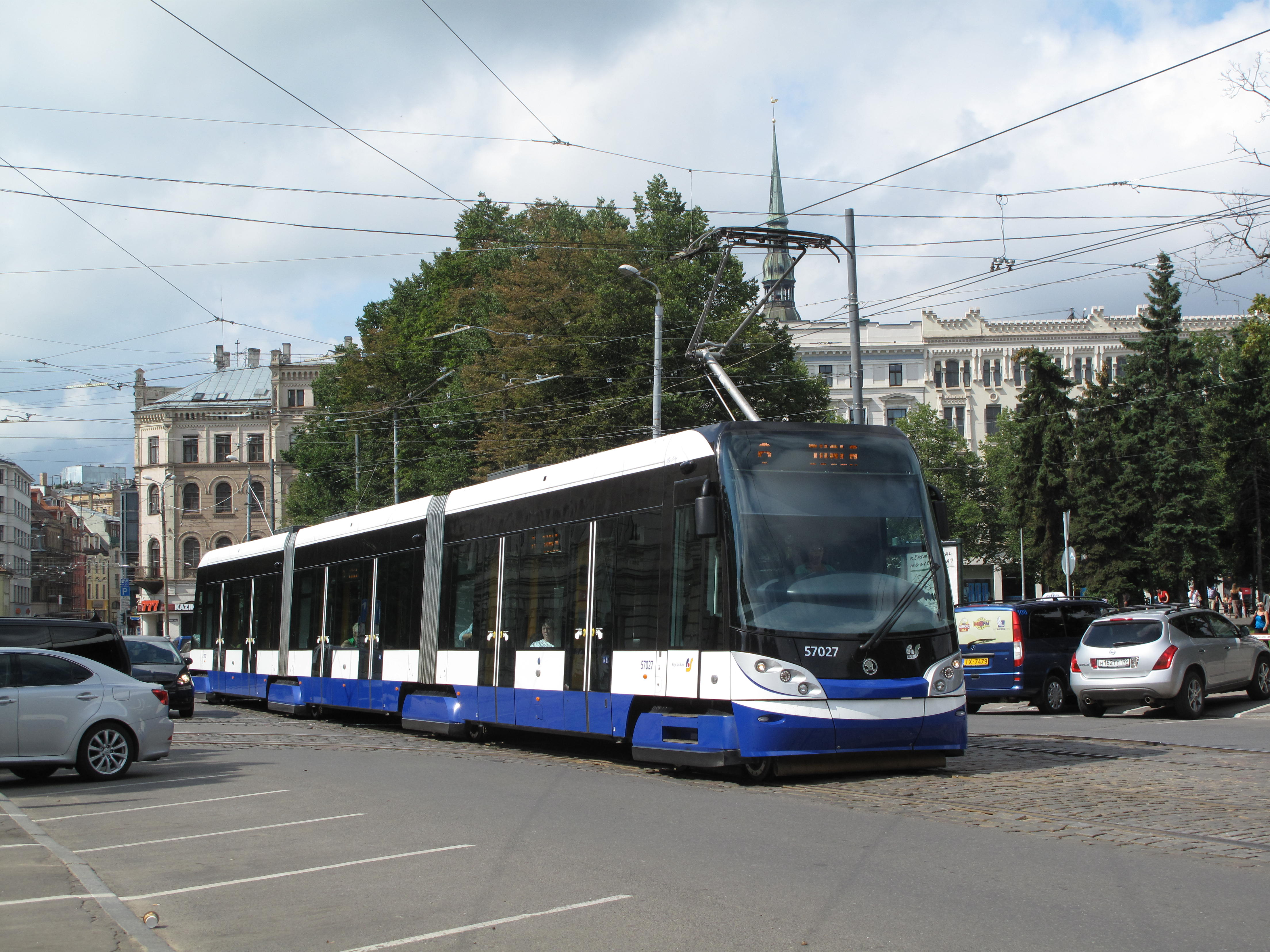
Škoda 15T Riga (ForCity)

## Співробітники
Станом на 2012 рік на підприємстві «Rīgas Satiksme» працювали 4386 співробітників, 66% з яких були чоловіками, а 34% — жінками. Середній вік працівників підприємства складав 48 років. Найбільше на підприємстві працювало водіїв транспортних засобів — автобусів, тролейбусів і трамваїв відповідно; другу найбільшу групу складали ремонтні працівники — їхня щоденна праця полягала у підтримці технічного стану транспортних засобів та інших роботах, спрямованих на підтримку забезпечення транспортного сполучення засобами рухомого складу. Приблизно 23% співробітників підприємства мали вищу освіту. Підприємство «Rīgas Satiksme» проводить освіту своїх співробітників, внутрішні семінари і курси.

## Вартість проізду
Фіксована вартість проїзду (чинна з 1 лютого 2015 року) становить 1.15 євро за одну поїздку (2 євро, якщо купувати квиток у водія) та діє у всіх автобусах, трамваях і тролейбусах «Rīgas Satiksme» у межах міста. Вартість проїзду в регіональних автобусах залежить від пункту призначення.
До 2008 року плату за проїзд у громадському транспорті Риги збирали кондуктори і ця практика була доволі поширеною навіть після того, як кондукторів прибрали з трамваїв і тролейбусів.

## Аварії та інциденти за участю транспортних засобів
2010 рік
- 25 квітня 2010 року — аварія за участю автобуса 23-го маршруту[lv] у м. Баложі біля автобусної зупинки «вулиця Межа» (латис. Meža iela). Водій автобуса знаходився у стані алкогольного сп'яніння. Внаслідок аварії 3 особи загинули, 4 зазнали поранень.[17]

2012 рік
- 12 листопада 2012 року — у ризькому районі Юґла[lv] на вулиці Квелес водій автобуса 40-го маршруту[lv] передчасно зачинив двері автобуса, у результаті чого з нього випала жінка, яка пізніше померла у лікарні від отриманих поранень.[18]

2014 рік
- 26 травня 2014 року — у Ризі водій тролейбуса 18-го маршруту[lv], проїжджаючи по вулиці Александра Чака[lv], збив жінку з дитиною на пішохідному переході; жінка з дитиною отримали поранення та невдовзі померли в лікарні.[19]

- 2 вересня 2014 року — у трамвай 7-го маршруту[lv] з бортовим номером 35119 на вулиці Маскавас[lv] врізався сміттєвоз. Постраждало багато осіб, хоча важких травм зафіксовано не було. Поліція відкрила карну справу, а рух трамваїв за 3-м і 7-м маршрутом було припинено; пошкоджений трамвай після аварії було списано.

- 7 грудня 2014 року — у Ризі автобус 36-го маршруту[lv] на вулиці Клейсту зіштовхнувся з вантажівкою, яка виїхала на зустрічну смугу.[20] Постраждали 11 пасажирів автобуса, 3 з яких були у важкому стані.[21] Водій вантажівки загинув на місці.[22]

2016 рік
- 1 травня 2016 року — під маршрутний автобус Rīgas Satiksme на зупинці «Центральний ринок» (латис. Centrāltirgus) потрапив пішохід, який загинув на місці аварії. Вулицю у цьому місці можна переходити тільки через пішохідний тунель.[23]
- 15 серпня 2016 року — у центрі Риги на вулиці Брівібас тролейбус 17-го маршруту[lv] зіштовхнувся з вісьмома автівками; внаслідок аварії загинула одна особа. Спочатку існувала версія, що аварія трапилася через технічні причини, але пізніше, після аналізу відеозаписів транспортного засобу, виявилося, що аварія сталася через помилку водія.[24]
- 30 грудня 2016 року — трамвай 10-го маршруту[lv] з бортовим номером 30841 зійшов з рейок у мікрорайоні Пардауґава на бульварі Перемоги[lv] та врізався у таксі. Ніхто не постраждав. Через аварію було призупинено рух трамваїв за маршрутами 2, 4, 5 і 10.[25]

2017 рік
- 11 липня 2017 року — трамвай 1-го маршруту[lv] з бортовим номером 50661 на Кам'яному мості зіштовхнувся з вантажівкою і зійшов з рейок. Ніхто не постраждав, але через аварію було призупинено рух трамваїв за маршрутами 2, 4, 5 і 10.
- 29 липня 2017 року — на перехресті вулиці Бебру і бульвару Анніньмуйжас спалахнув дах трамвая 1-го маршруту[lv] і пантограф площею 1 м². Ніхто не постраждав. Через аварію на тривалий час було призупинено рух трамваїв за маршрутами 1 і 4.

2018 рік
- 20 липня 2018 року — трамвай 5-го маршруту[lv] на перехресті вулиць Дамб'я та Ґанібу дамбіс зіштовхнувся із вантажівкою. У результаті трамвай зійшов із рейок та впав на бік. Постраждалих не було, проте було призупинено рух трамваїв за маршрутами 5 та 9.

## Голови правління
- Леонс Бемхенс, 1993 рік (також директор автобусного парку «Талава») — 12 грудня 2018 року
- Анрійс Матісс (в.о.), 13 грудня 2018 року — 5 лютого 2019 року
- Ернестс Саулітіс (в.о.), 5 лютого 2019 року і донині

## Зовнішні посилання
- Офіційна сторінка Rīgas satiksme [Архівовано 7 лютого 2012 у Wayback Machine.](латис.)(англ.)
- Маршрути автобусів, тролейбусів, трамваїв на карті Риги(рос.)